# Lignières-la-Carelle
Lignières-la-Carelle is een voormalige gemeente in het Franse departement Sarthe in de egio Pays de la Loire en telt 353 inwoners (1999). De plaats maakt deel uit van het arrondissement Mamers.
Tot 1 januari 2015 was Lignières-la-Carelle een zelfstandige gemeente. Op die datum werd het met Chassé, La Fresnaye-sur-Chédouet, Montigny, Roullée en Saint-Rigomer-des-Bois samengevoegd tot de nieuwe fusiegemeente Villeneuve-en-Perseigne.

## Geografie
De oppervlakte van Lignières-la-Carelle bedraagt 6,7 km², de bevolkingsdichtheid is 52,7 inwoners per km².
De onderstaande kaart toont de ligging van Lignières-la-Carelle met de belangrijkste infrastructuur en aangrenzende gemeenten.

## Demografie
Onderstaande figuur toont het verloop van het inwonertal (bron: INSEE-tellingen).